# David Means
Œuvres principales
- De petits incendies
- Le Poisson secret

David Means, né le 17 octobre 1961 à Kalamazoo dans le Michigan, est un écrivain américain.

## Œuvres

### Roman
- L'Été de la haine, Gallimard, 2018 ((en) Hystopia, 2016)

### Recueils de nouvelles
- (en) A Quick Kiss of Redemption, 1991
- De petits incendies, Albin Michel, 2004 ((en) Assorted Fire Events, 2000)
- Le Poisson secret, Gallimard, 2006 ((en) The Secret Goldfish, 2004)
- Des lieux et des hommes, Gallimard, 2013 ((en) The Spot, 2010)
- (en) Instructions for a Funeral, 2019